# Princeps pastorum
Princeps Pastorum, v prevodu Knez pastirjev, je papeška okrožnica, ki jo je napisal papež Janez XXIII. leta 1959.